# Marius z Avenches
Marius z Avenches také Marius z Lausanne (532 region Autun – 31. prosince 596 Lausanne) byl galsko-římský historik, biskup v Aventicu známý svou kronikou.

## Hagiografie
Narodil se roku 532 v diecézi Autun. Podrobnosti o jeho životě pochází z nápisu na jeho náhrobku v kostele Svatého Tyrse v Lausanne. Pocházel ze známé bohaté rodiny a v raném věku vstoupil do duchovního stavu. V květnu roku 574, když mu bylo asi 43 let, byl jmenován biskupem v Aventicu. Roku 585 se zúčastnil synodu v Mâconu, na kterém se podepsal jako „episcopus ecclesiae Aventicae“. O několik let později roku 590 bylo biskupské sídlo Aventicum přesunuto do Lausanne. Zemřel ve věku 64 let. Téměř 21 let byl biskupem.
Byl ideálním biskupem, zručným zlatníkem, který vlastnoručně vyráběl liturgické nádoby do svého kostela, ochráncem a dobrodincem chudých, člověk modlitby a učenec. Dne 24. června 587 vysvětil kostel Panny Marie v Paterniacumu, dnes Payerne, který sám nechal postavit na jeho pozemku.
Po své smrti byl uctíván v Lausanne jako světec. Jeho svátek připadal na 9. či 12. února. Dnes se slaví 31. prosince.
Dochovala se jeho kronika, která byla pokračováním díla svatého Prospera z Akvitánie. Zahrnuje období mezi lety 455 a 581. Je důležitým zdrojem historie Burgundů a Franků.

### Edice
- MOMMSEN, Theodor (Hg.). Monumenta Germaniae Historica: Auctorum Antiquissimorum 11. Berlin 1894 (dostupné online).
- FAVROD, Justin (ed.). La chronique de Marius d'Avenches (455–581). Lausanne 1991 (text Kroniky s franc. překladem a komentářem).